# Карл Кундман
Карл Кундман (нім. Carl Kundmann; 15 червня 1838, Відень — 9 червня 1919, Відень) — австрійський скульптор.

## Біографія
Навчався у Франца Бауера у Віденській академії мистецтв а потім в 1860—1865 у Хенеля в Дрездені. Виконавши рельєф «Хірон і Ахіллес» та декілька декоративних фігур для Дрезденського художнього училища, привернув до себе увагу також групою «Милосердний самаритянин», цікавою плавністю ліній, шляхетністю форм та глибиною вираження. За цю групу, крім популярності, Кундман отримав урядову стипендію для поїздки в Рим. Однак перш ніж вирушити туди, він встиг ще вигадати кілька алегоричних фігур для прикраси шварценбергівського мосту у Відні і статую імператора Рудольфа Габсбурзького для місцевого арсеналу.
У Римі з'явилася його друга статуя для арсеналу (принц Євген) та ескіз пам'ятника Шуберту, виконаного потім у великому розмірі з мармуру і поставленого в 1872 році у Віденському міському парку. За цим майстерним твором Кундмана були два інші, не менш прекрасні — бронзовий пам'ятник адміралу Тетенгофу, в Полі, з чотирма колосальними алегоричними статуями Війни, Моря, Слави і Перемоги навколо цоколя, і величний мармуровий монумент імператриці Марії-Терезії в Відні.
З інших робіт заслуговують згадки статуя графа Буркуа (у Віденському арсеналі), кілька рельєфів міфологічного змісту та чудові портретні бюсти хіміка Редтенбаха, живописця Фюриха та інших осіб. З 1872 Кундман був професором скульптури у Віденській академії мистецтв. Зображений на австрійській поштовій марці 1948 р.